# Даде
Даде (иногда Даденбах, нем. Daade, Daadenbach) — река в Германии.
Протекает по земле Рейнланд-Пфальц, речной индекс 27228. Площадь бассейна реки составляет 53,28 км². Общая длина реки 16,027 км. Высота истока 587 м. Высота устья 200 м.
Наличие множества плотин нарушило экосистему реки. Поэтому в 2014 году пять плотин, потерявших сельскохозяйственное значение, были демонтированы. Демонтаж продолжался и позже.